# Стародубов, Кирилл Фёдорович
Кирилл Фёдорович Стародубов (19 апреля 1904, Москва — 8 октября 1984, Днепропетровск) — советский учёный в области теории термической обработки стали, профессор, доктор технических наук, педагог и общественный деятель.

## Биография
Родился в 16 июня 1904 года в Москве в семье служащих.
С 1914 года живёт в Екатеринославе. С отличием окончил классическую гимназию. Трудовую деятельность начал учеником слесаря на Брянском металлургическом заводе.
В 1928 году окончил с отличием Днепропетровский горный институт. Работал на Днепропетровском металлургическом заводе имени Петровского.
В 1938—1978 годах — заведующий кафедрой термической обработки металлов Днепропетровского металлургического института.
В 1941—1944 годах, находясь в эвакуации в Магнитогорске, внедрил технологию изготовления изложниц из жидкого доменного чугуна, в результате увеличилось производство стали для военной техники.
Изучил эффект изменения механических свойств в процессе третьего превращения при отпуске, объяснив его природу — это явление получило название «эффект Стародубова».
В 1946 году защитил докторскую диссертацию.
С 1948 года — член-корреспондент.
В 1957 году был избран академиком АН УССР.
До 1979 года работал в Институте чёрной металлургии Министерства чёрной металлургии СССР — заведующий лабораторией, заведующий отделом.
Академик АН УССР, заслуженный деятель науки и техники УССР, лауреат премии Совета Министров СССР в области науки и техники, доктор технических наук, профессор, учёный в области теории термической обработки стали, кавалер орденов Ленина и Октябрьской Революции, 4-х орденов Трудового Красного Знамени, 13 медалей. 45 лет в науке, автор 12 монографий, более 500 научных работ, 70 авторских свидетельств и зарубежных патентов.
На протяжении 16 лет трижды избирался депутатом и все три созыва был заместителем председателя Верховного Совета УССР.
Умер в 1984 году в Днепропетровске. Похоронен на Запорожском кладбище.

## Награды
- Орден Ленина (1949);
- Орден Октябрьской Революции (1971);
- четырежды Орден Трудового Красного Знамени (1953, 1958, 1966, 1974);
- Орден «Знак Почёта» (1945);
- медали;
- Заслуженный деятель науки и техники УССР (1964);
- Премия Совета Министров СССР в области науки и техники (1987, посмертно).

## Память
- В честь академика Стародубова названа площадь в городе Днепр, где расположен Институт чёрной металлургии.
- На доме пр. Гагарина 2, где жил и работал Кирилл Фёдорович Стародубов установлена памятная доска.
- На здании ЦЗЛ металлургического завода имени Петровского установлена мемориальная доска.